# Hexachordum Apollinis

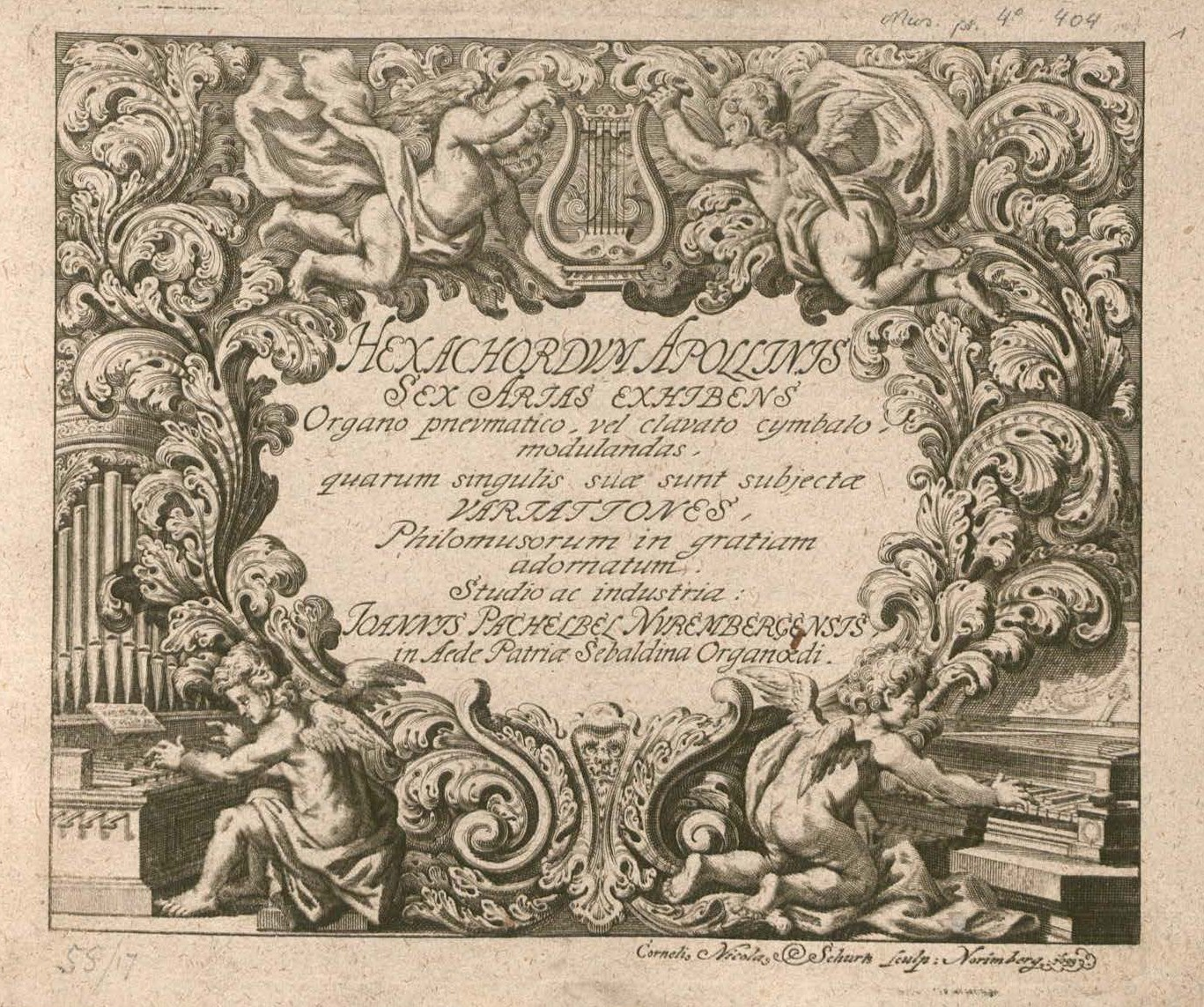
Facsímil del frontispicio de Hexachordum Apollinis.

Hexachordum Apollinis ( PWC 193–8, T. 211–6, PC 131–6, POP 1–6) es una colección de música para teclado de Johann Pachelbel, publicada en 1699. Comprende seis arias con variaciones, sobre temas originales, y generalmente se considera uno de los pináculos de la obra de Pachelbel. La colección incluye un prefacio en el que Pachelbel dedica la obra a Dieterich Buxtehude y Ferdinand Tobias Richter y analiza brevemente la naturaleza de la música.

## Información general
Hexachordum Apollinis (el título se traduce aproximadamente como "Seis cuerdas de Apolo") fue publicado en 1699 en Nuremberg por Johann Christoph Weigel, un editor que había trabajado antes con Pachelbel. El frontispicio, creado por Cornelius Nicolaus Schurz, describe la colección como "seis arias para tocar en el órgano o el clavicémbalo, a cuyas melodías simples se agregan variaciones para el placer de los Amigos de las Musas". Los instrumentos mencionados se mencionan en el frontispicio: se representan dos querubines, uno tocando un órgano de tubos (posiblemente con una pedalera ), el otro un clavicordio o clavicordio de un solo manual.
Pachelbel escribió un breve prefacio (fechado el 20 de noviembre de 1699), en el que dedica la colección a Dieterich Buxtehude y Ferdinand Tobias Richter y expresa la esperanza de que su hijo mayor Wilhelm Hieronymus pueda estudiar con uno de ellos (se desconoce si esta esperanza fue se dio cuenta). Pachelbel también confiesa que "algo más pesado y más inusual" que este trabajo debería haber sido escrito para la ocasión, aparentemente sintiendo que este no es su mejor trabajo. Pachelbel alude al "carácter amistoso" de Buxtehude y Richter, lo que podría indicar que conoció a uno de ellos o a ambos, quizás por correspondencia.
Otro tema discutido en el prefacio es la naturaleza de la música. Pachelbel escribe que la música es la mejor de las artes, que gobierna las emociones y los deseos humanos, y expresa la "creencia de muchos" de que la música proviene del "Dreymal-Heilig" cantado por los ángeles y del movimiento de los cuerpos celestes (un creencia, señala Pachelbel, compartida por Pitágoras y Platón ). Una página separada del prefacio ilumina un aspecto cabalístico de Hexachordum Apollinis : utilizando un alfabeto proporcionado por el amigo de toda la vida de Pachelbel, Johann Beer, las letras de la inscripción "JOHANNES PACHELBELIVS ORGANISTA NORIBERGHENSIVM" se traducen a números con la suma total de 1699, el año de publicación; Investigaciones posteriores han ilustrado que un alfabeto similar producirá una proporción de 3: 1 con "Johannes Pachelbelius Hexachordum" (303) y "Apollinis" (101). Es posible que existan otros casos de dispositivos numerológicos en Hexachordum Apollinis, pero a partir de 2015 aún no se han investigado.
De todas las obras publicadas por Pachelbel, Hexachordum Apollinis tuvo la distribución más amplia y sobrevive en más de 10 copias en varias bibliotecas de Berlín, Londres, La Haya, Rochester y otras ciudades.

## Análisis

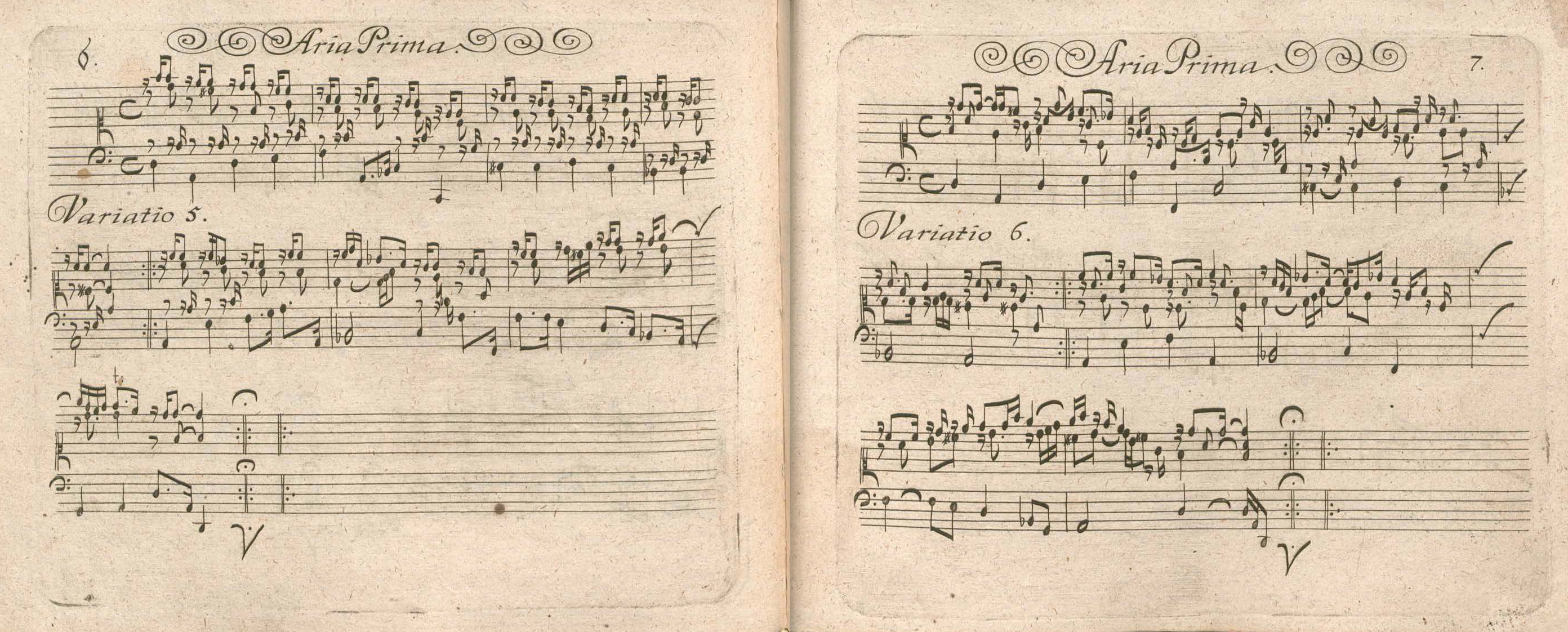
La quinta y la sexta variaciones de Aria Prima, tal como aparecieron en la primera edición. Tenga en cuenta que ambas variaciones muestran figuraciones de estilo brisé características.

La colección contiene seis arias con variaciones, todas sobre temas seculares originales. La práctica de componer variaciones sobre temas originales era relativamente nueva (un ejemplo anterior era Aria detta la Frescobalda de Frescobaldi del Secondo libro di toccate de 1627; de los contemporáneos de Pachelbel, Bernardo Pasquini fue uno de los principales exponentes de esta tendencia ), y Pachelbel fue uno de los primeros en Europa en explorar la forma. El plan general de Hexachordum Apollinis es el siguiente:
| Trozo                | Llave                | Número de variaciones |
| -------------------- | -------------------- | --------------------- |
| Aria prima           | Re menor (dorio)     | 6                     |
| Aria Secunda         | Mi menor             | 5                     |
| Aria Tercia          | Fa mayor             | 6                     |
| Aria Cuarta          | Sol menor            | 6                     |
| Aria Quinta          | La menor             | 6                     |
| Aria Sexta Sebaldina | Fa menor (mixolidio) | 8                     |

Hay una clara diferencia entre Aria Sebaldina y las cinco arias precedentes. En primer lugar, las primeras arias están dispuestas de modo que sus tonalidades abarquen una quinta perfecta, las tonalidades de un hexacordio . Según el antiguo principio hexacordal, la sexta aria debería haber estado en B ♭ mayor. Pachelbel usa dos bemoles, como se esperaba, pero la tonalidad que realmente se usa es F menor (en el estándar moderno, cuatro bemoles). Además, esta aria está en 3
4<br> 3
4 tiempo, mientras que las otras arias están en tiempo común . El número de variaciones es mayor que el de cualquier otro aria, y Aria Sebaldina es también la única que tiene subtítulo. Es casi seguro que Sebaldina se refiere a la iglesia de St. Sebaldus en Nuremberg, donde Pachelbel trabajaba en ese momento. El erudito Willi Apel sugirió una vez que la melodía del aria puede haber sido una melodía tradicional asociada de alguna manera con la iglesia, y no una composición original de Pachelbel.
Los temas de Pachelbel son piezas simples parecidas a canciones en dos secciones: cuatro compases en la primera sección y cuatro u ocho en la segunda. Ambas secciones se repiten. Las variaciones se ajustan al mismo concepto: la mayoría son en tiempo común (a excepción de Aria Sebaldina, en la que todas las variaciones son en tiempo triple, como el tema) y exploran varios modelos de armonía constante y contorno melódico. Aunque el frontispicio indica que la obra está pensada para órgano o clavicémbalo, gran parte de la música es más adecuada para este último, en particular las figuraciones brisé, los acordes rotos y una serie de variaciones que introducen varios estilos que no son de teclado: el rasgueo de un instrumento de cuerda pulsada, brisé estilo laúd, etc. (ver Ejemplo 1).

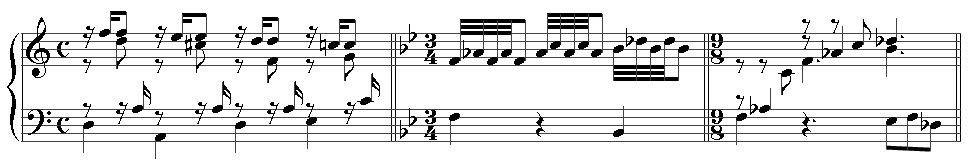
Ejemplo 1. Muestras de estilos que no son de teclado en Hexachordum Apollinis : Aria Prima, Variación 5, compás 1; Aria Sexta (Sebaldina), Variación 5, compás 1 (imita el rasgueo de un instrumento de cuerda pulsada); y Aria Sexta (Sebaldina), Variación 7, compás 5.